# Wawrzyniec Gąsienica
Wawrzyniec Gąsienica (ur. 11 sierpnia 1944 w Zakopanem) – polski narciarz-biegacz, mistrz i reprezentant Polski. Należał do klubu SNPTT Zakopane, występował także w barwach WKS Zakopane.

## Kariera sportowa

### Starty międzynarodowe
W 1966 wystąpił na mistrzostwach świata, zajmując 7. miejsce w sztafecie 4 x 10 km (z Edwardem Budnym, Bronisławem Gutem i Józefem Rysulą). W 1967 w Oberhof w III Mistrzostwach Armii Zaprzyjaźnionych w sztafecie 4 x 10 km razem z Edwardem Budnym, Bronisławem Gutem i Józefem Rysulą zajęli 1. miejsce. Na mistrzostwach świata w 1970 zajął w sztafecie 4 x 10 km 11. miejsce.
W 1971 zwyciężył w międzynarodowych zawodach w Szczyrbskim Plesie w biegu na 15 km. W 1973 w Szczyrbskim Plesie był drugi.

### Starty krajowe
Na mistrzostwach Polski seniorów wywalczył 25 medali, w tym 15 indywidualnie. Mistrzostwo Polski zdobył złote medale w biegu na 15 km (1972), biegu na 30 km (1973, 1975) i biegu na 50 km (1972, 1973, 1975), a także w sztafecie 4 x 10 km (1966, 1967). Srebrne medale wywalczył w biegu na 30 km (1967, 1969, 1971, 1974) oraz w sztafecie 4 x 10 km (1968, 1969, 1971, 1972 1973, 1975), brązowe medale wywalczył w biegu na 15 km (1965, 1973, 1975), biegu na 30 km (1972) i biegu na 50 km (1968), a także w sztafecie 4 x 10 km (1970, 1974).
W 1970 w Memoriale Bronisława Czecha i Heleny Marusarzówny w biegu na 15 km zajął 2. miejsce, a w sztafecie wraz z Andrzejem Rapaczem, Tadeuszem Gawlakiem zajęli 1. miejsce.

## Życie prywatne
Mieszka w USA. Jest młodszym bratem Józefa Gąsienicy, kombinatora norweskiego.